# Президент Лінкольн: Мисливець на вампірів (фільм)
«Президент Лінкольн: Мисливець на вампірів» (англ. Abraham Lincoln: Vampire Hunter) — американський фентезійний фільм жахів 2012 року, сюжет якого заснований на мешап романі з однойменною назвою. Режисер фільму — Тимур Бекмамбетов, який разом із Тімом Бертоном і Джимом Лемлі також є його співпродюсером. Автор роману, Сет Ґрем-Сміт, написав адаптований сценарій для фільму. Роль головного героя (Авраама Лінкольна) зіграв Бенджамін Вокер.
Зйомки фільму розпочалися у березні 2011 року в Луїзіані. На екрани стрічка вийшла у форматі 3D 20 та 22 червня 2012 у Великій Британії та Сполучених Штатах відповідно. В Україні прем'єра відбулася 28 червня. Фільм отримав змішані відгуки критиків: його хвалили за візуальний стиль, екшн-сцени, гру Вокера та саундтрек Генрі Джекмана, але критикували за сценарій, надто серйозний тон і надмірне використання графіки. Фільм також не виправдав очікувань у прокаті, зібравши 116 млн дол. при бюджеті близько 69 млн.

## Опис
Коли Авраам Лінкольн був ще підлітком, вампір Генрі Стерджесс врятував його життя в черговій сутичці майбутнього президента з упирями. Так Лінкольн і Стерджесс стали друзями. Генрі розповідав Авраамові історію вампіризму, вчив його відстежувати, битися і вбивати злих вампірів.
Коли почалась громадянська війна в США виявилось що на боці півдня воює багато вампірів. За допомогою своїх знань про них та їх природу Лінкольн може врятувати країну та виграти війну, але йому весь час намагаються завадити.

## У ролях
- Бенджамін Вокер — Авраам Лінкольн
- Домінік Купер — Генрі Стерджесс
- Мері Елізабет Вінстед — Мері Тодд Лінкольн, дружина Лінкольна
- Ентоні Макі — Вільям Джонсон, камердинер Лінкольна і друг.
- Джиммі Сімпсон — Джошуа Спід, друг і помічник Лінкольна.
- Руфус Сьюелл — Адам, лідер вампірів.
- Мартон Чокаш — Джек Бартс, власник плантацій і вампір, який убив матір Лінкольна.
- Джозеф Мавел — Томас Лінкольн, батько Лінкольна.
- Роберт МакЛіві — Ненсі Лінкольн, мати Лінкольна.
- Ерін Увоссон — Вадома, сестра Адама.
- Джон Ротман — Джефферсон Девіс
- Камерон Браун — Вільям Уоллес Лінкольн, син Авраама і Мері.
- Френк Бренан — сенатор Джеб Нолан.
- Жаклін Флемінг — Гаррієт Табмен.
- Алан Тьюдік — Стівен А. Дуглас, американський політик зі штату Іллінойс.